# Comuna Buhrîn, Hoșcea
Buhrîn (în ucraineană Бугрин) este o comună în raionul Hoșcea, regiunea Rivne, Ucraina, formată din satele Bașîne, Buhrîn (reședința), Kolesnîkî, Novostavți, Uhilți, Vilhir și Zaricine.

## Demografie
Componența lingvistică a comunei Buhrîn
     Ucraineană (99,41%)
     Alte limbi (0,54%)
Conform recensământului din 2001, majoritatea populației comunei Buhrîn era vorbitoare de ucraineană (99,41%), existând în minoritate și vorbitori de alte limbi.